# John Punch (théologien)
Pour les articles homonymes, voir John Punch et Punch.
John Punch, lat. Pontius ou Poncius (Cork 1603 - Paris, 26 mai 1661) est un philosophe irlandais du XVIIe siècle.

## Biographie
John Punch commença son noviciat au Collège Saint Antoine de Louvain, puis étudia brièvement à Cologne et repris les études de théologie à Louvain, chez les Irlandais Hugh Ward et John Colgan. Sa vivacité d'esprit attira l'attention de Luc de Wadding, également Irlandais comme lui, qui lui proposa de terminer ses études au nouveau Collège Saint Isidore de Rome, dont Punch allait être l'un des premiers étudiants. Lui-même commença à y enseigner la philosophie et la théologie, et il fut l'un des principaux collaborateurs de la grande édition dite "de Wadding" des Opera Omnia de Jean Duns Scot. En 1630, il devient recteur du Collegio Ludovisano. En 1648, Punch quitte Rome pour la France, enseigne brièvement à Lyon puis passe le majeur de son temps au couvent de Paris. Il meurt au couvent de Paris en 1661, et il est enterré dans le cloître.

## Œuvres
Dans son cours de philosophie, Punch fait preuve d'une grande indépendance d'esprit à l'égard de la lettre du Docteur Subtil et se rapproche sur plusieurs points de la position des jésuites. Cela le mena à toute une série de controverses philosophiques et doctrinale, en particulier avec les deux conventuels Bartolomeo Mastri et Bonaventura Belluto, qui lui firent rapidement une réputation de "rénégat" au sein de l'école scotiste. Peu après la 1re édition de son cours (Rome, 1642), il a été fortement critiqué par les deux conventuels et leur répondit dans un Appendix apologetica dans l'édition suivante. Les controverses portaient sur des matières aussi diverses que le soutien surnaturel de l'accident incorporel dans le sujet corporel, la plurification surnaturelle d'un accident en plusieurs sujets, la dérivation de formes surnaturelles de la matière, la relation indépendante des termes, le nombre des catégories et leur applicabilité à Dieu, la nature de l'esse diminutum. Sur ce dernier point, Punch est partisan d'une solution essentialiste radicale, posant les "essences possibles" sur un plan d'objectivité indépendant de toute pensée divine. Cet enseignement est resté durable, fut suivi par plusieurs générations de théologiens observants, et a par exemple encore été critiqué au XVIIIe siècle par le franciscain irlandais de Valladolid, Anthony Rourke. Du point de vue de la théorie de la connaissance, Punch doit être compté parmi les scolastiques qui suivent une voie "nominalisante" qui met en question la nécessité d'une species intelligibilis abstraite. Il est également attentivement loué, et régulièrement loué par son ingéniosité, par Juan Caramuel y Lobkowitz, qui discute fréquemment ses thèses. Tout au long de sa carrière, Punch fut également actif politiquement en défendant les intérêts irlandais : il polémiqua contre Richard Bellings et John MacCallaghan qui avait attaqué les catholiques irlandais restés fidèles au nonce Giovanni Battista Rinuccini. En 1658, il écrivit au Ministre Général une défense des exilés franciscains contre les poursuites qu'avaient entreprises contre eux Cromwell. Son nationalisme irlandais le poussa jusqu'à revendiquer Duns Scot comme Hibernicus, enfant de l'Irlande, contre Ange de Saint-François (Mason) qui voulait quant à lui faire du grand docteur écossais un Anglais.